# Roland Greene
Roland Greene (nacido en 1957) es un estudioso de la literatura renacentista y de la cultura de Inglaterra, Europa Latina y la América Colonial; también de la poesía y poética desde siglo XVI hasta el presente. En la actualidad enseña en la escuela de Humanidades y Ciencias de la Universidad de Stanford. Se desempeña como Director del Centro de Humanidades de Stanford.

## Educación
Greene asistió a la Escuela Preparatoria de Fairfax. Obtuvo títulos en la Universidad de Princeton (Ph.D.) y la Universidad de Brown (AB), donde fue alumno de Earl Miner y Barbara Lewalski.

## Carrera
Inició su carrera docente en la Universidad de Harvard como profesor asistente y asociado de 1984 a 1992. Se desempeñó durante seis años como Director del Programa de Literatura Comparada de la Universidad de Oregón, donde fue profesor de Literatura Comparada e Inglés. Se unió a Stanford en 2001. Greene se desempeñó como presidente de la Asociación de Lenguas Modernas en 2015-16, y es miembro de la Academia Estadounidense de Artes y Ciencias.
Los escritos de Greene sobre literatura se caracterizan por sus enfoques distintivos, modelos teóricos originales y una amplia gama lingüística. Es el autor de Five Words: Critical Semantics in the Age of Shakespeare and Cervantes (2013), un estudio del siglo XVI en Europa y América a través de los cambios encarnados en cinco palabras comunes en varias lenguas; Unrequited Conquests: Love and Empire in the Colonial Americas (1999), que explora las implicaciones sociales y políticas de la poesía amorosa en la primera década después de las empresas de Colón y de Brasil en el Nuevo Mundo; y Post-Petrarchism: Origins and Innovations of the Western Lyric Sequence (1991), un estudio de temas fundamentales en la poesía lírica desde el libro Canzoniere de Petrarca (siglo XIV) hasta la poesía del chileno Pablo Neruda y el peruano Martín Adán (siglo XX). El postpetrarchismo es tal vez más conocido por su introducción, en la que Greene plantea una perspectiva influyente sobre la poesía lírica. Es el redactor jefe de la cuarta edición de la Princeton Encyclopedia of Poetry and Poetics (2012), un libro de referencia ineludible en su campo. Además es autor de muchos artículos sobre los orígenes de la literatura moderna, especialmente en el campo de la poesía y la poética, algunos de los cuales tratan sobre Thomas Wyatt, William Shakespeare, y Edmund Spenser. 
Greene fue el Primer Vicepresidente de la Modern Language Association desde 2014. Asumió el cargo de Presidente de la misma asociación durante el curso académico 2015-2016. 